# Ankarapithecus
 Ankarapithecus  ist eine ausgestorbene Gattung der Menschenaffen, die während des späten Miozäns in der Türkei vorkam. 55 km nordwestlich von Ankara, nahe der Gemeinde Yassıören, entdeckte Fossilien, die zu dieser Gattung gestellt wurden, stammen aus einer Erdschicht, deren Alter mit Hilfe der Magnetostratigraphie auf 10 Millionen Jahre datiert wurde.
Die Zuordnung der Gattung zu einer bestimmten Familie innerhalb der Überfamilie der Menschenartigen ist umstritten. Einige Forscher deuten die Fossilien als primär den Orang-Utans nahestehend, andere stellen sie an die gemeinsame Basis aller Menschenaffen (Hominidae) und damit auch in eine größere Nähe zu den Vorfahren des Menschen.

## Namensgebung
Ankarapithecus ist ein Kunstwort. Die Bezeichnung der Gattung verweist auf die Nähe des Fundortes zur türkischen Hauptstadt  Ankara sowie auf das griechische Wort πίθηκος (altgriechisch ausgesprochen píthēkos: „Affe“). Das Epitheton der bislang einzigen wissenschaftlich beschriebenen Art, Ankarapithecus meteai ist abgeleitet vom Kunstwort „Metea“, das auf die Abkürzung M. T. A. für Maden ve Tetkik Arama Genel Müdürlüğü (etwa: „Generaldirektion für Mineralien-Forschung und -Erkundung“) der Türkei verweist. Ankarapithecus meteai bedeutet dem Sinne nach folglich „Ankaraaffe zu Ehren der M. T. A.“.

## Erstbeschreibung
Als Holotypus der Gattung und zugleich der Typusart Ankarapithecus meteai wurde in der Erstbeschreibung durch Fikret Ozansoy das Fragment eines Unterkiefers mit zugehörigen Backenzähnen ausgewiesen, das erstmals 1957 wissenschaftlich erwähnt worden war und vom Fundplatz Sinap Tepe stammt.

## Weitere Funde
Erst 1965 wurden der Unterkiefer ausführlich wissenschaftlich beschrieben und dabei anhand der Bezahnung insbesondere gegen Sivapithecus und Dryopithecus sowie gegen fossile Vertreter der Hominini und heute lebende Menschenaffen abgegrenzt. Ein weiteres Fossil – MTA 2125: ein bezahnter Oberkiefer einschließlich der Knochenplatten des Gaumens – von derselben Fundstelle und demselben Fundhorizont wie der Unterkiefer, das bereits 1967 geborgen worden war, wurde erst 1980 wissenschaftlich beschrieben und der gleichen Art wie das Typusexemplar von Ankarapithecus zugeschrieben. Zugleich wurde aber auf eine große Ähnlichkeit mit den bis dahin nur aus Asien bekannten Arten Sivapithecus indicus und Sivapithecus darwini hingewiesen, ohne dass der Oberkiefer aufgrund bestimmter Merkmale der Bezahnung diesen Arten zugeordnet werden könne. Da die Gattung Sivapithecus bereits 1910 eingeführt worden war, die Gattung Ankarapithecus aber erst 1957, wurde 1980 für beide Fossilien – Unterkiefer und Oberkiefer – der Artname „Sivapithecus meteai“ vorgeschlagen. In der gleichen Studie wurde die Hypothese der verwandtschaftliche Nähe von „Sivapithecus meteai“ mit den Orang-Utans bekräftigt.
Ein drittes, Mitte der 1990er-Jahre beschriebenes Fossil – ein relativ gut erhaltener Gesichtsschädel nebst Unterkiefer-Fragmenten – wurde gleichwohl als Ankarapithecus meteai ausgewiesen. In einer ausführlichen Studie wurde kurz darauf zudem die Berechtigung bekräftigt, die Sinap-Tepe-Fossilien als Ankarapithecus meteai neben Sivapithecus zu stellen. Bestätigt wurde hingegen die Ansicht, dass Ankarapithecus der gleichen Klade zuzurechnen sei wie Sivapithecus und die Orang-Utans.

## Belege
1. MTA = Maden Tetkik ve Arama Enstitüsü, der Aufbewahrungsort des Fossils.
2. ↑  MTA = Maden Tetkik ve Arama Enstitüsü, der Aufbewahrungsort des Fossils.
3. 1 2 3  David R. Begun, Erksin Güleç: Restoration of the Type and Palate of Ankarapithecus meteai: Taxonomic and Phylogenetic Implications. In: American Journal of Physical Anthropology. Band 105, Nr. 3, 1998, S. 279–314, doi:10.1002/(SICI)1096-8644(199803)105:3<257::AID-AJPA1>3.0.CO;2-P, Volltext mit zahlreichen Abbildungen (PDF; 730 kB). (Memento vom 22. Juli 2012 im Internet Archive)
4. 1 2  Berna Alpagut et al.: A new specimen of Ankarapithecus meteai from the Sinap Formation of central Anatolia. In: Nature. Band 382, 1996, S. 349–351, doi:10.1038/382349a0.
5. ↑  Fikret Ozansoy: Faunes de mammiferes du Tertiaire de Turquie et leurs revisions atratigraphiques. In: Bulletin of the Mineral Research and Exploration Institute. Band 49, 1957, S. 29–48, Volltext (PDF; 367 kB.) (Memento vom 26. August 2015 im Internet Archive)
6. ↑  Fikret Ozansoy: Étude des gisements continentaux et des mammifères du Cénozoïque de Turquie. In: Les Mémoires de la Société géologique de France. Band 44, 1965, S. 1–92.
7. ↑  Peter Andrews, Ibrahim Tekkaya: A revision of the Turkish Miocene hominoid Sivapithecus meteai. In: Paleontology. Band 23, 1980, S. 85–95, Volltext (PDF; 1,9 MB). (Memento vom 26. August 2015 im Internet Archive)